# Yolcupınarı, Diyadin
Yolcupınarı là một xã thuộc huyện Diyadin, tỉnh Ağrı, Thổ Nhĩ Kỳ. Dân số thời điểm năm 2011 là 371 người.